# Ellinikí Radiofonía Tileórasi
De Ellinikí Radiofonía Tileórasi (ERT) (Grieks: Ελληνική Ραδιοφωνία Τηλεόραση), letterlijk Griekse Radio en Televisie, is de Griekse publieke radio- en tv-omroep. De omroep werd in 1938 opgericht en telt 3 nationale tv-zenders, 7 nationale en 19 regionale radiozenders.

## Sluiting en heropening
Op 11 juni 2013 sloot de Griekse regering de nationale zender met directe ingang. De bedoeling zou zijn om later een doorstart te maken met een duizendtal medewerkers, zij het met een compleet nieuwe omroep, wellicht ook met een andere naam. Deze operatie zou kaderen in het Europese besparingsprogramma, dat tegen eind dit jaar 4.000 Griekse staatsambtenaren moet laten afvloeien. Tegen eind 2014 zouden 15.000 ambtenaren hun baan verliezen. Een rechtbank draaide de sluiting terug maar de Griekse regering is nog in overleg of men het gerechtelijk oordeel naast zich neerlegt. Tijdens dit beraad stapte de kleinste regeringspartij Democratisch Links (DIMAR), die het niet eens was met het besluit tot sluiting van de ERT, uit de regering.
Op woensdag 10 juli 2013 was de publieke omroep - onder de naam EDT - terug in de ether, vanuit een andere locatie maar op dezelfde frequentie. De werknemers bezetten toen nog altijd de ERT-gebouwen en noemden de nieuwe omroep een piratenzender. Staatssecretaris Pantelis Kapsis sprak van een overgangssituatie. Hij riep de bezetters op de actie te staken en bij de nieuwe publieke omroep te solliciteren.
Bij de parlementsverkiezingen in januari 2015 kondigde premier Alexis Tsipras aan dat ERT terug zou keren. Op 11 juni 2015 werd deze belofte waargemaakt.